# Aerie faerie nonsense
Aerie faerie nonsense is het tweede studioalbum van The Enid. The Enid was een cultgroep, die dwars tegen de muzikale stroming van die tijd, de meer punkachtige muziek,romantische progressieve rock uitvoerde met lange instrumentale gedeelten, dan wel geheel instrumentale albums. Aerie faerie nonsense is zo’n album waarop niet gezongen wordt en waarbij de muziek soms Wagnerachtige uithalen heeft. De heftige fragmenten worden afgewisseld met haast kamermuziekachtige delen. Het album is opgenomen in de Morgan Studios te Londen in augustus en september 1977. De titel is ontleend aan wat sommige punkmusici volgens Godfrey van het album zouden vinden: Luchtige (aerie=aery) feeërieke onzin (Aerie betekent ook arendsnest). 
Het thema van het album is de "grote liefde", die verblindt en idealiseert en de onvolkomenheden van de ander over het hoofd ziet, met teleurstelling als gevolg. De muziek kent dan ook enig Sturm und Drang. Basis voor dat alles was het gedicht Childe Roland to the dark tower came van Robert Browning en het toneelstuk The dark tower van Louis MacNeice. Fand (vr), een van de Enid-klassiekers, is gebaseerd op de treurige geschiedenis van Fand (met Roland) en Cú Chulainn (met Emer)  (onbereikbare liefde zoals Tristan en Isolde en Romeo en Julia).
Zo moeilijk als de liefdesperikelen, zo moeilijk ging ook het uitbrengen van het album. Na de eerste uitgave trok EMI het werk terug en het werd voor langere tijd afgestempeld als "niet-verkrijgbaar". De band zat daarmee in de maag en nam het album bijna in zijn geheel opnieuw op en bracht het in eigen beheer uit. De tracks kregen deels een andere naam en ook de volgorde werd aangepast. Fand verscheen nog in een fanclubeditie, maar het album bleef moeilijk verkrijgbaar. In 2010 kwam het originele album weer uit op compact disc, waarbij de originele volgorde werd aangehouden en ook de originele hoes werd weer gebruikt. 

## Musici
- Robert John Godfrey – toetsinstrumenten
- Francis Lickerish – gitaar, basgitaar, luit
- Stephen Stewart – gitaar, percussie
- David Storey – slagwerk en percussie
- Charlie Elston – toetsinstrumenten
- Terry Pack – basgitaar

## Muziek
| Nr. | Titel                             | Duur  |
| --- | --------------------------------- | ----- |
| 1.  | Prelude (Godfrey)                 | 1:20  |
| 2.  | Mayday Galliard (Godfrey)         | 6:09  |
| 3.  | Ondine (Godfrey/Lickerish)        | 4:01  |
| 4.  | Childe Roland (Godfrey/Lickerish) | 7:09  |
| 5.  | Fand I (Godfrey/Lickerish)        | 11:46 |
| 6.  | Fand II (Godfrey)                 | 5:41  |